# Schlesische Evangelische Kirche A.B.
Die Schlesische evangelische Kirche A.B. in Tschechien (tschechisch: Slezská církev evangelická augsburského vyznání) ist eine protestantische Kirche Augsburgischen Bekenntnisses, die in jenem Teil Schlesiens beheimatet ist, der 1742 beim Übergang der Provinz an Preußen habsburgisch blieb. Die Wurzeln der Kirche reichen bis in die Reformationszeit zurück, als Herzog Wenzel III. Adam von Teschen in seinem Fürstentum die evangelische Lehre einführte, vermutlich frühestens im Jahr 1545. Die kleine synodal organisierte Kirche hat heute 16.000 Mitglieder in 21 Gemeinden mit 35 Geistlichen; 2010 gehörten noch 15.572 Menschen der Kirche an. Ein großer Teil der Kirchenangehörigen ist polnischsprachig. Die Kirche wird gemeinsam von einem Bischof und dem Kirchenrat geleitet. Gemäß ihrer pietistischen Tradition stehen Bibelstudium und gemeinsames Gebet im Zentrum des geistlichen Lebens der schlesischen Kirche.

## Organisation

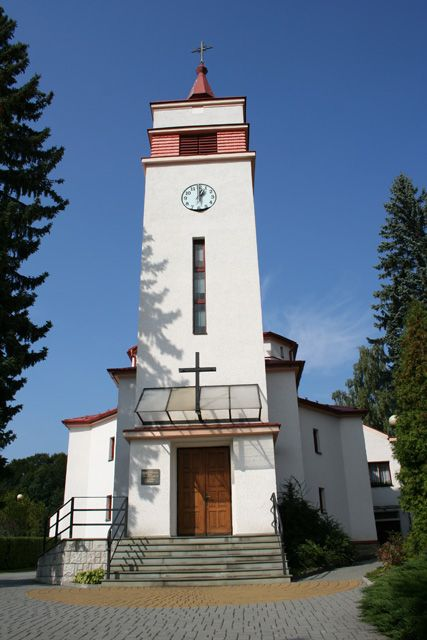
Evangelische Kirche in Třanovice (Trzanowitz), erbaut 1927–1929.

Zur Schlesischen Kirche in Tschechien gehören 21 Gemeinden, die alle in einem etwa 100 km langen und 40 km breiten Gebietsstreifen im Nordosten des Landes liegen. Diese Region umfasst den heute tschechischen Teil des vormaligen Kronlands Österreichisch-Schlesien mit der Stadt Teschen als Zentrum (siehe Olsagebiet). In diesem Gebiet lebt eine polnischsprachige Minderheit (siehe Teschener Walachen), von der ein Teil evangelisch ist (historisch etwa 60 %). Gottesdienstsprachen sind deshalb Polnisch und Tschechisch.
Das höchste Gremium der Kirche ist die Synode, deren Mitglieder von den Gläubigen gewählt werden. Zwischen den Synoden leitet der aus vier Geistlichen und fünf Laien bestehende Kirchenrat die Geschicke der Kirche. An der Spitze stehen der Bischof und der Kirchenkurator. Der Kurator ist für finanzielle und Verwaltungsangelegenheiten zuständig, der Bischof hingegen für die geistliche Leitung. Lange Jahre war Jan Waclawek Bischof. Am 21. Mai 2017 wurde in Český Těšín sein Nachfolger Tomáš Tyrlík als achter Bischof der SEKAB eingeführt.
Die Kirchgemeinden sind fünf Senioratsbezirken zugeteilt.
Die Kirche unterhält ein Diakonisches Werk mit insgesamt 34 Einrichtungen in den Bereichen Kinderbetreuung, Alten- und Krankenpflege, Armenhilfe, psycho-soziale Betreuung und Gefängnisseelsorge.
Die meisten Geistlichen der Kirche haben ihre Ausbildung in den evangelischen Fakultäten der Universitäten Prag und Bratislava sowie an der Christlichen Akademie in Warschau durchlaufen. Religionslehrer werden an der pädagogischen Fakultät in Mährisch-Ostrau ausgebildet.

## Lehre
Zentrale Bekenntnisschrift der schlesischen Kirche ist die Confessio Augustana. Davon ausgehend stimmt sie in Theologie und Lehre mit den anderen Evangelisch-Lutherische Kirchen in der Welt überein. Darüber hinaus ist sie eine der Mitgliedskirchen der Leuenberger Konkordie; somit besteht Kanzel- und Abendmahlsgemeinschaft auch mit vielen unierten, presbyterianischen und methodistischen Kirchen sowie der Tschechoslowakischen Hussitischen Kirche.

## Geschichte

### 16. Jahrhundert
Herzog Kasimir II. von Teschen († 1528) förderte die Reformation zwar nicht; da er sie aber auch nicht behinderte, konnten evangelische Prediger ungehindert in seinem Land wirken. Ein großer Teil der Untertanen und der Adligen, wie z. B. die Pelchrzim von Trzankowitz, wandte sich bald der evangelischen Lehre zu. Die im Teschener Gebiet lebenden Utraquisten traten fast geschlossen zum Protestantismus über.
Herzog Wenzel Adam († 1574), Enkel und Nachfolger Kasimirs, bekannte sich bei seinem Regierungsantritt zwischen den Jahren 1545 bis 1560 zum Luthertum. Er räumte den Evangelischen zuerst die Kirchen der bereits verlassenen Klöster ein, ehe auch die Pfarrkirchen der Städte und Dörfer schrittweise mit evangelischen Geistlichen besetzt wurden oder, wo dies nicht möglich war, von den Evangelischen neue Kirchen erbaut wurden. 1568 erließ Wenzel Adam eine evangelische Kirchenordnung. Zu dieser Zeit gab es im Herzogtum Teschen etwa 50 Kirchen mit evangelischem Gottesdienst. Gepredigt wurde im 16. Jahrhundert in deutscher und in tschechischer Sprache. Herzog Adam Wenzel († 1617), der am streng lutherischen Hof des Kurfürsten von Sachsen aufgewachsen war, verhielt sich in religiösen Fragen unduldsamer als sein Vater. In den 1590er Jahren erteilte er den Städten des Teschener Landes mehrere Privilegien, in denen die Augsburgische Konfession als die einzig zulässige bezeichnet wurde.

### 17. Jahrhundert
1609 gewährte der Majestätsbrief Kaiser Rudolfs II. ganz Schlesien die freie Religionsausübung. In der Praxis aber bestimmten die Herren der einzelnen schlesischen Teilfürstentümer über die Konfession ihrer Untertanen. Das wirkte sich für die Evangelischen in Teschen bereits 1610 negativ aus, als der vormals strenge Protestant Adam Wenzel zum Katholizismus übertrat. Er vertrieb die evangelischen Geistlichen aus Teschen und einigen anderen Städten, übergab die deutsche evangelische Stadtkirche an aus Polen herbeigerufene Dominikaner und gestattete lutherischen Gottesdienst nur noch außerhalb der Städte auf den Besitzungen des Landadels. Der Adel und auch die meisten Untertanen hielten aber an der lutherischen Lehre fest. Jahrelang herrschte Streit zwischen der evangelischen Bevölkerung und der katholisch gesinnten herzoglichen Regierung, die für den unmündigen Herzog Friedrich Wilhelm bis 1619 vormundschaftlich geführt wurde.
Die zwangsweise Rekatholisierung setzte unter der letzten piastischen Herzogin Elisabeth Lucretia (1625–1653) ein. 1629 trat der Rat von Teschen zum Katholizismus über. Dem Adel wurde 1633 die Konversion befohlen. Die evangelische Kirche war damit ihrer wichtigsten politischen Stützen beraubt und existierte nur mehr im Untergrund. Evangelische Geistliche und Lehrer wurden nirgendwo mehr geduldet und mussten das Herzogtum verlassen. Um die Emigration zahlreicher Protestanten einzudämmen, war die Herzogin nach dem Ende des Dreißigjährigen Krieges aber bereit, Petitionen der evangelischen Teschener Bürger an den Kaiser zu unterstützen, ihnen doch eine Kirche und begrenzte Religionsfreiheit einzuräumen. Diese Gesuche wurden mehrfach abgelehnt. Die zweite Hälfte des 17. Jahrhunderts war durch fortgesetzte Bemühungen der Regierung und der geistlichen Orden um die Rekatholisierung gekennzeichnet.

### 18. Jahrhundert

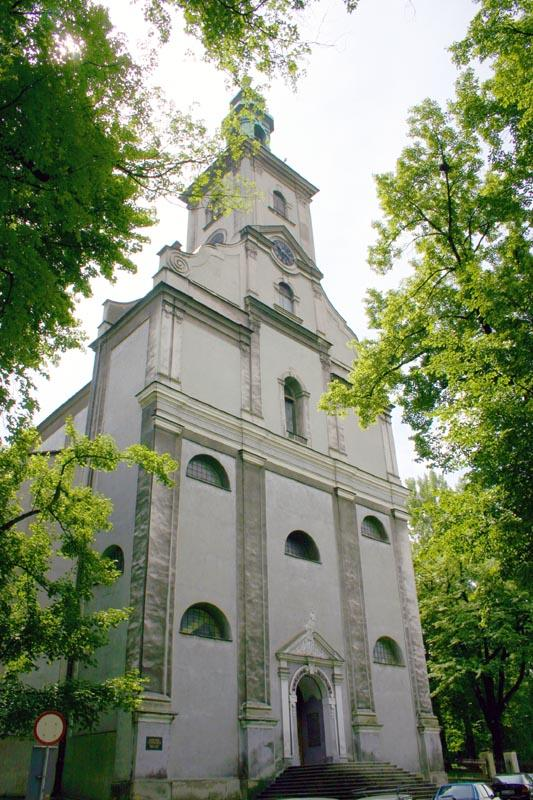
Die Teschener Jesus-Kirche liegt im heute polnischen Teil der Stadt.

Die Altranstädter Konvention wendete ab 1707 die Situation für die unterdrückten Protestanten Schlesiens in vieler Hinsicht zum Besseren. In manchen Teilen des Landes erhielten sie Kirchen zurück und durften ihre Religion öffentlich ausüben, nicht so aber im Herzogtum Teschen, dessen Fürsten ja schon lange vor dem Westfälischen Frieden zum Katholizismus übergetreten waren. Immerhin konnten die Teschener Protestanten das durch die Konvention eingeräumte Petitionsrecht nutzen. Sie erbaten beim Kaiser die Errichtung einer eigenen Kirche, was ihnen im Januar 1709 durch den Executions-Recess, der die Durchführung der Altranstädter Vereinbarungen für ganz Schlesien regelte, auch gestattet wurde. Im Mai desselben Jahres hatte man vor den Toren Teschens einen Bauplatz erworben, wo der sofort angestellte Prediger nach über 50 Jahren wieder den ersten öffentlichen evangelischen Gottesdienst zelebrierte. So wurde in Teschen eine der sechs schlesischen Gnadenkirchen, die Jesuskirche, erbaut. Träger dieser Kirche und ihrer Gemeinde waren der evangelische Adel (44 Familien), der Rat der Stadt Bielitz sowie die Standesherren von Pleß, Oderberg und Bielitz. Der Bau der großen Kirche, die allen Protestanten Oberschlesiens als Gottesdienststätte dienen sollte, wurde 1710 begonnen und dauerte über 20 Jahre. Der Turm wurde 1749 vollendet. Neben der Kirche wurde 1710 auch eine evangelische Schule eingerichtet. Der Bau sowie auch der Unterhalt von Lehrern und Internatsschülern wurde zum großen Teil mit Spenden aus Württemberg, Sachsen und den Lausitzen finanziert.
Im ersten Jahrzehnt ihres Bestehens hatte die 60.000 Mitglieder zählende Gemeinde nur einen Prediger, da der Kaiser nicht gestattete, Geistliche von außerhalb Schlesiens zu berufen und im Lande nicht genügend ausgebildete Kandidaten zur Verfügung standen. Seit den 1720er Jahren dienten dann vier oder fünf Prediger in Teschen. Jeden Sonntag wurden sowohl deutsche als auch polnische Predigten gehalten. Obgleich die Existenz der Teschener Gemeinde politisch abgesichert war, kam es doch im 18. Jahrhundert häufig zu Streitigkeiten mit den katholischen Geistlichen der Region, die vor allem konfessionelle Mischehen und die religiöse Erziehung der daraus hervorgegangenen Kinder betrafen. Der Übertritt zur evangelischen Kirche war katholischen Untertanen nach wie vor verboten und wurde von den Behörden mit Landesverweisung bestraft.
Ein Teil der Teschener Geistlichen war stark vom Pietismus geprägt und stand in Kontakt mit August Hermann Francke oder hatte gar einen Teil seiner Ausbildung in Halle absolviert. Francke wiederum sah in der Teschener Kirche einen möglichen Ausgangspunkt für die evangelisch-pietistische Mission im östlichen Mitteleuropa – eine Funktion, die die schlesische Kirche Ende des 18. Jahrhunderts tatsächlich einnehmen sollte, indem sie zur Mutterkirche zahlreicher evangelischer Gemeinden im Habsburgerreich wurde. In den 1730er Jahren kam es aber zu ernsten inneren Zerwürfnissen zwischen den pietistisch gesinnten Teilen der Gemeinde und den orthodoxen Lutheranern unter den Geistlichen. Letztere ließen mit Hilfe der Regierung einige pietistische Prediger ausweisen.
Nachdem 1742 der größte Teil Schlesiens an Preußen gefallen war und die Protestanten dort freie Religionsausübung erlangten, verlor die Teschener Kirche einen großen Teil ihres Sprengels. Sie blieb auf Österreichisch-Schlesien beschränkt und war fortan auch nicht mehr dem Konsistorium in Brieg unterstellt. Ersatzweise bildete die kaiserliche Regierung 1749 ein Konsistorium in Troppau, das teils mit katholischen Staatsbeamten, teils mit Vertretern der evangelischen Stände besetzt war.
Durch das für die gesamte Habsburgermonarchie erlassene Toleranzpatent Kaiser Josephs II. erlangten auch die Teschener Protestanten Religionsfreiheit. Der Übertritt zur evangelischen Kirche war nun gestattet, ebenso wie die Gründung neuer Gemeinden und der Bau eigener Kirchen, die allerdings keine Glockentürme haben durften. Das Troppauer Konsistorium war bis auf einen katholischen Präsidenten nur mehr mit evangelischen Räten zu besetzen. 1784 wurde das umgebildete Konsistorium durch kaiserliches Dekret nach Wien verlegt; es war fortan für die Protestanten aller böhmischen Länder zuständig. Im gleichen Jahr wurde der Pastor der Teschener Jesuskirche durch den Kaiser zum Superintendenten aller evangelischen Gemeinden in Mähren, Schlesien und Galizien ernannt. Die Zuständigkeit der Superintendentur Mähren und Schlesien für die schlesisch-mährischen Gebiete blieb dauerhaft bestehen, während für Galizien 1804 die eigene Superintendentur Galizien begründet wurde. In den ersten Jahren nach dem Erlass des Toleranzpatents traten einige tausend Kryptoprotestanten offen zur evangelischen Kirche über. In der Stadt Bielitz und in einem Dutzend weiteren Orten wurden in den 1780er Jahren neue Gemeinden gegründet, die schrittweise ihre Eigenständigkeit von der Teschener Mutterkirche erlangten.

### 19./20. Jahrhundert
Zwischen 1816 und 1849 wurde der Zugang zum Teschener Kirchenvorstand mehrfach geändert. Fortan hatten neben dem ständischen Adel auch Bürger und Bauern ihre Abgeordneten, was insbesondere der polnischsprachigen Mehrheit in der Gemeinde eine angemessene Vertretung sicherte. Im Ergebnis der Revolution von 1848 erfolgte die endgültige bürgerliche Gleichstellung der Protestanten in der Habsburgermonarchie. Um jungen evangelischen Schlesiern den Zugang zu den Universitäten zu erleichtern, wurde die Jesus-Schule in Teschen 1849 in ein k.k. Staatsgymnasium umgewandelt. An der Wende vom 19. zum 20. Jahrhundert war der Anteil tschechischer Protestanten so groß geworden, dass nach fast 300 Jahren nun auch wieder tschechisch gepredigt wurde.

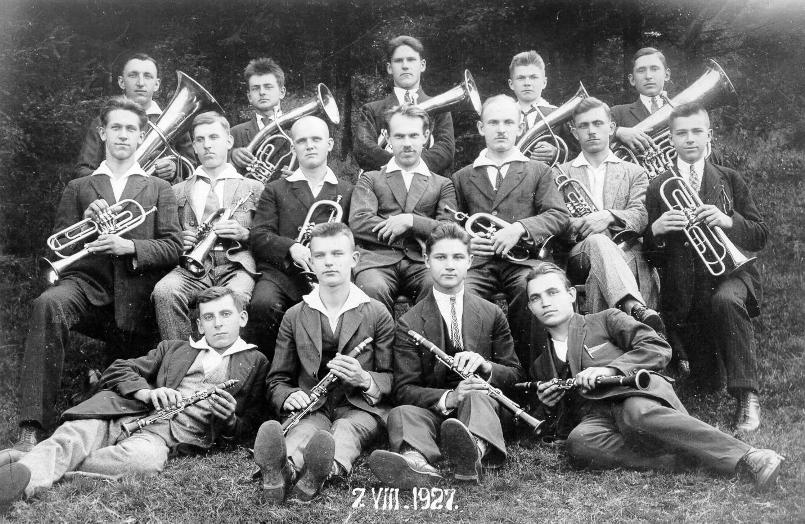
Posaunenchor aus Oldřichovice (1927)

Als 1918 die Habsburgermonarchie zerfiel, wurde Österreichisch-Schlesien auf die Nachfolgestaaten Polen und Tschechoslowakei aufgeteilt. Dies führte auch zur Teilung der schlesischen evangelischen Kirche. Die evangelische Kirchengemeinde in Hultschin löste sich nach der 1920 erfolgten tschechoslowakischen Annexion des vorher deutschen Hultschiner Ländchens von der Kirchenprovinz Schlesien der unierten Evangelischen Kirche der Altpreußischen Union und schloss sich der Schlesischen Evangelischen Kirche an.
Während der deutschen Besatzung in den Jahren 1940–1945 verlor die kleine Kirche ihre Unabhängigkeit und war der altpreußischen Kirchenprovinz Schlesien mit Zentrum in Breslau unterstellt. Während dieser Zeit wurde ein großer Teil der polnischen und tschechischen Kirchenmitglieder aus der Region vertrieben, ein Fünftel der Geistlichen wurde in deutschen Konzentrationslagern ermordet. Während die evangelischen Tschechen und Polen 1945 zurückkehrten, wurden nun die deutschen Protestanten aus dem Teschener Land vertrieben.
1948 konnte die Schlesische Evangelische Kirche ihre neuerliche Anerkennung als eigenständige Religionsgemeinschaft durch die tschechoslowakischen Behörden erlangen, wenngleich die freie Religionsausübung ihrer Mitglieder in den folgenden Jahrzehnten der kommunistischen Herrschaft stark eingeschränkt war.

### Gegenwart
Seit 1956 ist die schlesische Kirche Mitglied des Lutherischen Weltbunds. Im Mai 2009 fanden die Jubiläumsfeiern zum 300. Jahrestag der Gründung der Jesuskirche in Teschen statt, die gemeinsam von der Schlesischen Evangelischen Kirche A.B. in der Tschechischen Republik und der Evangelischen-Augsburgischen Kirche in Polen ausgerichtet wurden.
Die im Jahr 2006 begonnene Partnerschaft mit der Southeastern Pennsylvania Synod wurde im Jahr 2009 aufgrund der Haltung der Evangelisch-Lutherischen Kirche in Amerika (ELCA) zum Thema Homosexualität wieder beendet.
Die Schlesische Evangelische Kirche A.B. arbeitet mit der Association of Free Lutheran Congregations (AFLC) und der Missouri-Synode (LCMS) zusammen.

### Bischöfe (Auswahl)
- 1971–1989 Władysław Kiedroń
- 1989–1991 Vilém Stonawski

...
- 2006–2011 Stanisław Piętak
- 2011–2017 Jan Wacławek
- 2017–0000 Tomáš Tyrlík